# Tabanus tephrodes
Tabanus tephrodes är en tvåvingeart som beskrevs av Philippi 1865. Tabanus tephrodes ingår i släktet Tabanus och familjen bromsar. Inga underarter finns listade i Catalogue of Life.